# Dave Wilson (giocatore di football americano)
David Carlton Wilson, detto Dave (Anaheim, 27 aprile 1959), è un ex giocatore di football americano statunitense che ha giocato nel ruolo di quarterback nella National Football League (NFL). Al college giocò a football all'Università dell'Illinois.

## Carriera professionistica
Problemi di eleggibilità portarono Wilson a dichiararsi eleggibile per il Draft supplementare del 1981, nel quale i New Orleans Saints lo scelsero come primo assoluto, destinato a essere l'erede di Archie Manning. Un infortunio al ginocchio subito nella sua stagione da rookie limitò la sua mobilità per tutto il resto della carriera,che trascorse tutta coi Saints, fino al ritiro dopo la stagione 1990.

## Vittorie e premi
Nessuno

## Statistiche
| Yard lanciate     | 6.987 |
| Touchdown         | 36    |
| Intercetti subiti | 55    |
| Passer rating     | 63,8  |